# U 90 (U-Boot, 1941)
U 90 war ein deutsches U-Boot vom Typ VII C, das im Zweiten Weltkrieg von der deutschen Kriegsmarine eingesetzt wurde.

## Geschichte
Der Auftrag für das Boot wurde am 1. Oktober 1939 an die Flender-Werke in Lübeck vergeben. Die Kiellegung erfolgte am 1. Oktober 1940, der Stapellauf am 25. Oktober 1941, die Indienststellung unter Kapitänleutnant Hans-Jürgen Oldörp fand schließlich am 20. Dezember 1941 statt.
Das Boot gehörte nach seiner Indienststellung am 20. Dezember 1941 bis zum 30. Juni 1942 als Ausbildungsboot zur 8. U-Flottille in Danzig. Nach seiner Ausbildungszeit unterstand es vom 1. Juli 1942 bis zu seiner Versenkung am 24. Juli 1942, als Frontboot der 9. U-Flottille in Brest.
Kommandant Hans-Jürgen Oldörp lief mit U 90 während seiner Dienstzeit zu einer Unternehmung aus, auf der er keine Versenkungen oder Beschädigungen erzielen konnten.

## Einsatzstatistik
Erste Unternehmung
Das Boot lief am 30. Juni 1942 um 7.30 Uhr von Kiel aus und wurde am 24. Juli 1942 versenkt. U 90 lief am 1. Juli 1942 zur Ergänzung in Kristiansand ein und am 2. Juli 1942 wieder aus. Auf dieser 25 Tage dauernden Unternehmung in den Nordatlantik, wurden keine Schiffe versenkt oder beschädigt.

## Verbleib
Am 24. Juli 1942 wurde U 90 im Nordatlantik östlich von Neufundland durch Wasserbomben des kanadischen Zerstörers HMCS St. Croix und der britischen Korvette HMS Burnham (ehem. USS Aulick, ein 1919 gebauter Zerstörer der Clemson-Klasse) auf der Position 48° 12′ N, 40° 56′ W im Marine-Planquadrat BC 6221 versenkt. Alle 44 Besatzungsmitglieder kamen dabei ums Leben. 
U 90 verlor während seiner Dienstzeit vor der Versenkung keine Besatzungsmitglieder.